# Karol
Karol je moško osebno ime.

## Izvor imena
Ime Karol je različica moškega osebnega imena Karel.

## Pogostost imena
Po podatkih Statističnega urada Republike Slovenije je bilo na dan 31. decembra 2007 v Sloveniji število moških oseb z imenom Karol: 838. Med vsemi moškimi imeni pa je ime Karol po pogostosti uporabe uvrščeno na 182. mesto.

## Osebni praznik
Osebe z imenom Karol lahko godujejo takrat kot osebe z imenom Karel.

## Znane osebe
- Karol Józef Wojtiła, papež Janez Pavel II.